# Kalabo (Sambia)
Kalabo ist eine Kleinstadt im Nordwesten der Westprovinz von Sambia am Fluss Luanginga und am westlichen Rand der Barotse-Flutebene des Sambesi. Der Ort ist Sitz der Verwaltung des gleichnamigen Distrikts.

## Geografie
Der Ort liegt in 1019 m Höhe und hat 18.477 Einwohner (2022).
Es gibt einen regionalen Markt, ein Gesundheitszentrum und Schulen sowie eine 1000 Meter lange Flugpiste und einen Flusshafen.

## Infrastruktur
Das gesamte Gebiet ist dünn besiedelt und abgelegen bis weit nach Angola hinein. Seit 2016 die durchgehende, asphaltierte Mongu – Kalabo Road (D 819) eröffnet wurde, ist Kalabo auch in der Regenzeit erreichbar. Früher war Kalabo bei ausreichendem Wasserstand nur auf dem Fluss, auf dem Landweg nur mit Allradantrieb zu erreichen. Die Wege von Sesheke dorthin waren tiefer Sand. Die Fähren über den Sambesi waren nicht zuverlässig.
Kalabo ist Sitz der Nationalparkverwaltung des Liuwa-Plain-Nationalparks.